# Pavol Žigo
Pavol Žigo (ur. 25 kwietnia 1953 w Łuczeńcu) – słowacki językoznawca. Specjalizuje się w dialektologii, językoznawstwie porównawczym oraz w problematyce pochodzenia i rozwoju słowackiego języka literackiego.

## Życiorys
W latach 1972–1977 studiował na Wydziale Filozoficznym Uniwersytetu Komeńskiego w Bratysławie, w latach 1975–1976 na Tbiliskim Uniwersytecie Państwowym (język słowacki – język rosyjski – język gruziński).
W 1980 r. uzyskał „mały doktorat” (PhDr.), a w 1984 r. stopień kandydata nauk. Od 1988 r. docent, od 1998 r. profesor. W 1977 r. został zatrudniony w Katedrze Języka Słowackiego na Wydziale Filozoficznym Uniwersytetu Komeńskiego.
Zajmował się wieloma projektami międzynarodowymi; ukończył liczne pobyty studyjne, badawcze i dydaktyczne za granicą (Gruzja, Rosja, Austria, Węgry). Autor artykułów językoznawczych i monografii. Położył zasługi na polu dialektologii słowiańskiej w ramach grantu koordynowanego przez Międzynarodowy Komitet Slawistów (projekt Słowiański atlas językowy). Pracował także nad projektami Dejiny spisovnej slovenčiny, Princípy stavby vývinu a fungovania jazyka i Kategória času v jazyku.
Jest członkiem Komisji Dialektologicznej przy Międzynarodowym Komitecie Slawistów, Słowackiego Towarzystwa Językoznawczego przy Słowackiej Akademii Nauk (pełnił funkcję wiceprzewodniczącego; również członek jego komitetu); był członkiem agencji grantowej VEGA. Członek Słowackiej Komisji Onomastycznej.

## Nagrody i wyróżnienia
- Medal pamiątkowy Uniwersytetu P. J. Šafárika[3]
- Medal pamiątkowy Wydziału Filozoficznego Uniwersytetu Karola[3]
- Srebrny medal Wydziału Filozoficznego  Uniwersytetu Karola[3]